# لیک بوئنا ویستا (فلوریدا)
لیک بوئنا ویستا (به انگلیسی: Lake Buena Vista) شهری در شهرستان اورنج ایالت فلوریدا است که در سال ۱۹۶۷ بنیان‌گذاری شده‌است. این شهر طبق سرشماری سال ۲۰۱۰ میلادی، ۱۰ نفر جمعیت داشته و مساحت آن نیز ۱۲٫۷ کیلومتر مربع است.